# Халк: Где обитают чудовища
«Халк: Где обитают чудовища» (англ. Hulk: Where Monsters Dwell) — мультипликационный фильм, предназначенный для домашнего просмотра и основанный на комиксах о супергероях «Marvel». Премьера фильма состоялась 21 октября 2016 года на фестивале «New York Comic Con».

## Сюжет
На Хеллоуин Доктор Стрэндж просит Халка помочь ему обуздать четырёх монстров. Четверо подростков — Бенито, Ана, Гэйл и Эрик — порабощены Кошмаром в мире сновидений и их тела превратились в чудовищ, которых они больше всего боятся. В самый неподходящий момент Халк обращается в спящего Брюса Бэннера. Доктор Стрэндж считает, что это козни Кошмара и вместе с Бэннером отправляются в мир снов, оставив присматривать за своими телами и четырьмя монстрами агентов «Щ.И.Т.а»: Боевого волка, Нину Прайс, Джаспера Ситуэлла и Лешего.
В мире сновидений на Стрэнджа и Бэннера внезапно нападает... Халк. Оказывается в этом измерении обе личности могут сосуществовать. Под воздействием Кошмара зелёный Мститель обвиняет Брюса в том, что ему приходится время от времени принимать человеческий облик и пытается убить Бэннера.
В этот момент, в Нью-Йорке Брюс Бэннер превращается в Халка и начинает крушить Манхэттен. Агенты «Щ.И.Т.а» ловят его и возвращают уже в человеческом облике в дом Стрэнджа. Там они узнают, что четверо монстров разгуливают на свободе, и каждый из агентов находит и возвращает чудовищ на место.
Тем временем в мире сновидений Халк борется с Бэннером в броне Халкбастера, созданной Тони Старком, а Кошмар порабощает доктора Стрэнджа. Брюсу удаётся образумить Халка и вдвоём они освобождают Стрэнджа и подростков. Кошмар сталкивает каждого из них со своим страхом и все, кроме Аны, преодолевают его. Пытаясь защитить девочку от воздействия Кошмара, Бенито навсегда принимает облик Минотавра.
Проснувшись монстром, Бенито помогает волшебнику, Мстителю и агентам «Щ.И.Т.а» поймать и обезвредить проникшего на Землю Кошмара. Халк предлагает Минотавру стать членом «Щ.И.Т.а».

## Роли озвучивали
- Халк — Фред Таташор
- доктор Стрэндж — Лиам О’Брайен
- Брюс Бэннер — Джесси Бёрч[англ.]
- Боевой волк, Минотавр — Эдвард Боско
- Нина Прайс/Ночной вампир — Кьяра Дзанни[англ.]
- Джаспер Ситуэлл — Майк Вон
- Леший, Роргг, Спорр, Ззутак — Джон Олсон
- Кошмар — Мэттью Уотерсон
- Бенито/Минотавр — Майкл Роблес
- Ана — Лора Бэйли
- Гэйл — Хоуп Леви
- Эрик — Зак Каллисон

## Номинации
В 2017 году на премии «Behind the Voice Actors Awards» Мэттью Уотерсон за озвучивание Кошмара был номинирован в категории «Лучший актёр озвучивания».